# Avarere
Denne side handler om et historisk folkeslag. For det nutidige folkeslag i Kaukasus, se Avarere (kaukasisk folk).
Avarerne var et folkeslag med rige øst for Donau i det nuværende Ungarn og Rumænien i perioden 555 til begyndelsen af 800-tallet. 
Deres oprindelse er uklar, da der ikke findes efterladte skriftlige kilder om folket. De formodes at være et tyrkisk folk af ural-altajisk oprindelse, sådan som kinesiske annaler omtaler dem i begyndelsen af 400-tallet e.Kr.. De var formentlig beslægtet med hunnerne, og de blev sandsynligvis fordrevet fra deres oprindelsesområder og søgte vestpå, hvor de erobrede slettelandet ved Irtysj. Senere, omkring 460, trængte de ind i det kaspiske lavland, hvor de under navnet ogorer slog sig ned ved Don og det Azovske Hav. Efter at deres rige i Centralasien var blevet erobret af altaityrkere i 551, trængte folket, som nu kaldte sig avarer, længere vestpå, og de anmodede i 557 om bosættelsesmuligheder hos kejser Justinian 1.. På hans anvisning angreb de slaverne og bulgarerne ved nedre Donau, brød siden ind i Pannonien, og nåede hærgende helt frem til Elben. 
Den første dokumenterede kontakt med romerne skete i vinteren 558/59 i Konstantinopel. Sammen med langobarderne ødelagde de gepidernes kongedømme, som lå i Transsylvanien. De etablerede herefter en stat i Donauområdet, og derfra udvidede de deres territorium ned mod de sydslaviske områder, hvor de trængte ind i Dalmatien og i Grækenland.
Avarerne fortsatte som en regional stormagt, der havde stor indflydelse på handelsvejene mod øst, og de var på denne tid den vigtigste magtfaktor mellem Frankerriget og det Byzantiske Rige. Karl den Store grundlagde en grænsemark øst for Bayern, hvor den skulle give beskyttelse mod avarerne. Denne grænsemark hed først Avarermarken, men fik senere navnet Marchia Orientalis, hvilket betyder den østlige mark. Området er grundlaget for det senere Østrig. 
Navnet for den gamle region, Banat, indeholder den avariske fyrstetitel "ban" (efter hærføreren Khagan Baian).
Avarerne var fordelte på flere stammer, hvis høvdinge alle var underlagt den fælles konge (chaganen). Chaganen Baian nåede i 567 til enighed med langobardernes konge, Alboin, om et fælles angreb på gepidernes land. Efter at langobarderne var draget til Italien i 568, slog avarerne sig ned på deres og gepidernes tidligere bosættelsessteder i Pannonien, og lagde de bulgarer og slaver, der boede i landet, under sig som lydfolk. Her blev de snart farlige naboer til det Østromerske rige. Deres hærgningstog mod Konstantinopel begyndte i 575 og fortsatte i 50 år med skiftende krigslykke og mange afbrydelser som følge af kortvarige tributaftaler. År 581 indtog chaganen Baian Sirmium det østromerske riges stærkeste værn mod deres hærgninger i det vestlige Illyrien, og i 598 hærgede avarerne Dalmatien. I 619 viste de sig uden for Konstantinopels mure, og i 626 foretog de i fællesskab med perserne, som hærgede fra den lilleasiatiske side, en månedlang belejring af hovedstaden. Efter at være blevet slået tilbage af kejser Herakleios så de deres magt hastigt formindskes. Deres bulgarske og slaviske lydfolk gjorde sig uafhængige, og vestfra blev de trængt af frankerne. Først Karl den Store formåede imidlertid at bryde deres magt Fuldstændigt. Som straf for at de havde støttet den oprørske hertug Tassilo af Bayern, foretog Karl 791 et hærgningstog frem til Raab, og i 796 stormede hans søn Pippin avarernes faste standlejr mellem Donau og Theiss, som var opdelt i syv koncentriske ringe ved hjælp af volde og træmarkedet. Den inderste ring omsluttede chaganens residens, og der fandt man de skatte, som avarerne havde ophobet under århundreders plyndringstog.
Bulgarerne knuste under bulgarkhanen Krums (802-807) de sidste rester af deres magt, og snart forsvandt avarernes navn helt ud af historien. De nævnes sidste gang i 873. Muligvis lever der dog en rest af de avarer, som blev fordrevet under folkevandringerne, i det transkaukasiske distrikt Avarien.